# Touba (Costa d'Avorio)
Touba è una città della Costa d'Avorio situata nel distretto di Woroba ed è capoluogo della regione di Bafing.